# Thierno Barry (calciatore 2000)
Thierno Issiaga Barry Arévalo (Santa Cruz de Tenerife, 12 gennaio 2000) è un calciatore guineano con cittadinanza spagnola, attaccante del Krasava ENY Ypsōnas e della nazionale guineana.

## Carriera

### Club
Cresciuto nel settore giovanile del Tenerife, ha esordito in prima squadra il 4 settembre 2021, in occasione dell'incontro di Segunda División vinto 2-0 contro il Ponferradina.

### Nazionale
Il 25 marzo 2022 ha esordito con la nazionale guineana, disputando l'amichevole pareggiata 0-0 contro il Sudafrica.

## Statistiche

### Presenze e reti nei club
Statistiche aggiornate al 5 luglio 2023.
| Stagione            | Squadra           | Campionato        | Campionato | Campionato | Coppe nazionali | Coppe nazionali | Coppe nazionali | Coppe continentali | Coppe continentali | Coppe continentali | Altre coppe | Altre coppe | Altre coppe | Totale | Totale |
| Stagione            | Squadra           | Comp              | Pres       | Reti       | Comp            | Pres            | Reti            | Comp               | Pres               | Reti               | Comp        | Pres        | Reti        | Pres   | Reti   |
| ------------------- | ----------------- | ----------------- | ---------- | ---------- | --------------- | --------------- | --------------- | ------------------ | ------------------ | ------------------ | ----------- | ----------- | ----------- | ------ | ------ |
| 2019-2020           | Tenerife B        | TD                | 17         | 0          |                 | -               | -               |                    | -                  | -                  |             | -           | -           | 17     | 0      |
| 2020-2021           | Tenerife B        | TD                | 26         | 3          |                 | -               | -               |                    | -                  | -                  |             | -           | -           | 26     | 3      |
| 2021-2022           | Tenerife B        | TDR               | 17         | 4          |                 | -               | -               |                    | -                  | -                  |             | -           | -           | 17     | 4      |
| 2021-2022           | Tenerife          | SD                | 1          | 0          | CR              | 2               | 0               |                    | -                  | -                  |             | -           | -           | 3      | 0      |
| lug.-ago. 2022      | Tenerife          | SD                | 1          | 0          | CR              | 0               | 0               |                    | -                  | -                  |             | -           | -           | 0      | 0      |
| ago. 2022-gen. 2023 | SD Logroñés       | PF                | 9          | 0          | CR              | 0               | 0               |                    | -                  | -                  |             | -           | -           | 9      | 0      |
| gen.-giu. 2023      | Tenerife B        | TF                | 13         | 2          |                 | -               | -               |                    | -                  | -                  |             | -           | -           | 17     | 0      |
| lug.-set. 2023      | Tenerife B        | TF                | 0          | 0          |                 | -               | -               |                    | -                  | -                  |             | -           | -           | 0      | 0      |
| Totale Tenerife B   | Totale Tenerife B | Totale Tenerife B | 73         | 9          |                 | -               | -               |                    | -                  | -                  |             | -           | -           | 73     | 9      |
| Totale carriera     | Totale carriera   | Totale carriera   | 84         | 9          |                 | 2               | 0               |                    | -                  | -                  |             | -           | -           | 86     | 9      |

### Cronologia presenze e reti in nazionale
| Cronologia completa delle presenze e delle reti in nazionale ― Guinea | Cronologia completa delle presenze e delle reti in nazionale ― Guinea | Cronologia completa delle presenze e delle reti in nazionale ― Guinea | Cronologia completa delle presenze e delle reti in nazionale ― Guinea | Cronologia completa delle presenze e delle reti in nazionale ― Guinea | Cronologia completa delle presenze e delle reti in nazionale ― Guinea | Cronologia completa delle presenze e delle reti in nazionale ― Guinea | Cronologia completa delle presenze e delle reti in nazionale ― Guinea |
| Data                                                                  | Città                                                                 | In casa                                                               | Risultato                                                             | Ospiti                                                                | Competizione                                                          | Reti                                                                  | Note                                                                  |
| --------------------------------------------------------------------- | --------------------------------------------------------------------- | --------------------------------------------------------------------- | --------------------------------------------------------------------- | --------------------------------------------------------------------- | --------------------------------------------------------------------- | --------------------------------------------------------------------- | --------------------------------------------------------------------- |
| 25-3-2022                                                             | Courtrai                                                              | Sudafrica                                                             | 0 – 0                                                                 | Guinea                                                                | Amichevole                                                            | -                                                                     | 74’                                                                   |
| 5-6-2022                                                              | Il Cairo                                                              | Egitto                                                                | 1 – 0                                                                 | Guinea                                                                | Qual. Coppa d'Africa 2023                                             | -                                                                     | 67’                                                                   |
| 9-6-2022                                                              | Conakry                                                               | Guinea                                                                | 1 – 0                                                                 | Malawi                                                                | Qual. Coppa d'Africa 2023                                             | -                                                                     | 59’                                                                   |
| 23-9-2022                                                             | Bir El Djir                                                           | Algeria                                                               | 1 – 0                                                                 | Guinea                                                                | Amichevole                                                            | -                                                                     | 84’                                                                   |
| 27-9-2022                                                             | Amiens                                                                | Costa d'Avorio                                                        | 3 – 1                                                                 | Guinea                                                                | Amichevole                                                            | -                                                                     | 67’                                                                   |
| 24-3-2023                                                             | Casablanca                                                            | Guinea                                                                | 2 – 0                                                                 | Etiopia                                                               | Qual. Coppa d'Africa 2023                                             | -                                                                     | 77’                                                                   |
| 13-10-2023                                                            | Setúbal                                                               | Guinea                                                                | 1 – 0                                                                 | Guinea-Bissau                                                         | Amichevole                                                            | -                                                                     | 46’                                                                   |
| Totale                                                                |                                                                       | Presenze                                                              | 7                                                                     |                                                                       | Reti                                                                  | 0                                                                     |                                                                       |